# Портрет Семёна Давыдовича Панчулидзева
«Портрет Семёна Давыдовича Панчулидзева» — картина Джорджа Доу и его мастерской из Военной галереи Зимнего дворца.
Картина представляет собой погрудный портрет генерал-майора Семёна Давыдовича Панчулидзева из состава Военной галереи Зимнего дворца.
Во время Отечественной войны 1812 года генерал-майор Панчулидзев был шефом Ингерманландского драгунского полка, в Бородинском сражении командовал 2-й бригадой 2-го резервного кавалерийского корпуса, отличился при взятии Вереи, в уличных боях в Малоярославце и под Красным. В Заграничных походах 1813 и 1814 годов сражался в Пруссии, Саксонии и Франции, особо отличился в сражениях при Ла-Ротьере и Лаоне.
Изображён в генеральском мундире, введённом для кавалерийских генералов 6 апреля 1814 года, на растительном фоне. Слева на груди звезда ордена Св. Анны 1-й степени; на шее кресты орденов Св. Георгия 3-го класса и Св. Владимира 2-й степени; по борту мундира крест прусского ордена Красного орла 2-й степени; справа на груди серебряная медаль «В память Отечественной войны 1812 года» на Андреевской ленте, золотой крест «За взятие Очакова» (показан ошибочно, вместо него должен быть изображён золотой крест «За взятие Праги») и звезда ордена Св. Владимира 2-й степени. Подпись на раме: C. Д. Панчулидзевъ, Генералъ Маiоръ.
7 августа 1820 года Комитетом Главного штаба по аттестации Панчулидзев был включён в список «генералов, заслуживающих быть написанными в галерею» и 10 августа 1821 года император Александр I приказал написать его портрет. Гонорар Доу был выплачен 13 марта 1823 года и 21 июня 1827 года. Готовый портрет был принят в Эрмитаж 8 июля 1827 года. Поскольку предыдущая сдача готовых портретов для Военной галереи состоялась 18 октября 1826 года, то портрет Панчулидзева был написан между этими датами. 
Поскольку Панчулидзев скончался в конце 1817 года, то должен существовать портрет-прототип, на котором основывался Доу. В собрании Государственного исторического музея находится портрет работы неизвестного художника (холст, масло; инв. № И I 3851), датируемый началом 1900-х годов и числящийся в музейном инвентаре портретом неизвестного генерала, но при этом демонстрирующий несомненное сходство с портретом Панчулидзева из Военной галереи. Портрет из ГИМа имеет отличия в деталях: показаны неуставные эполеты французского типа, через плечо портретируемого переброшена анненская лента, а поверх лент медалей расположена неуставная миниатюрная пряжка с георгиевской лентой и изображением Золотого оружия «За храбрость», взаимное расположение шейных крестов орденов несколько иное. Этот портрет принадлежал великому князю Николаю Михайловичу и в 1912 году был подарен им Музею 1812 года. По мнению научного сотрудника ГИМа Е. М. Букреевой и независимого исследователя Э. Умбрашко этот портрет является поздней копией с возможного портрета-прототипа: Доу повторил ошибку неизвестного художника, изобразив крест «За взятие Очакова» вместо креста «За взятие Праги», но при этом убрал пряжку, обозначающую награждение золотым оружием «За храбрость».